# Critiques de Wikipédia
Les critiques de Wikipédia sont les différentes mises en cause, controverses ou attaques contre l'encyclopédie collaborative Wikipédia. Souvent portées par des journalistes, mais parfois aussi par des spécialistes des différents thèmes abordés, les critiques sont parfois d'ordre général, par exemple l'anonymat des personnes contributrices, les risques liés à la diffamation ou à la violation des droits d'auteur, l'utilisation scolaire comme source secondaire par copier-coller, etc, mais peuvent également être plus spécifiques en questionnant la pratique encyclopédique, par exemple la relation entre Wikipédia et d'autres encyclopédies, les critères de sélection des sources ou leur neutralité, ou encore les questions liées à la propriété intellectuelle des textes et images et à la liberté de panorama. Si certaines critiques concernent l'ensemble des projets Wikipedia à l'échelle internationale, d'autres sont spécifiques à certaines versions linguistiques, comme le francocentrisme de la version francophone. Les thèmes qui sont l'objet des polémiques dans l'espace public et médiatique, suscitent aussi d'abondants et parfois véhéments échanges dans les pages de discussion « wikipédiennes ».

## Critiques à l'égard de Wikipédia

### Fiabilité
Wikipédia étant une œuvre collective, participatif sans barrière à l'entrée, la qualité et la fiabilité des articles varient, ainsi la présence de certaines erreurs n'induit pas forcément que celles-ci ce trouvent sur d'autres articles. Cela renforcé par l'absence de vérifications systématiques. Le sociologue Dominique Cardon emploie le terme de « vigilance participative » afin d'expliquer que les internautes vérifient, corrigent et argumentent leurs productions. Contrairement au processus existant dans l'édition traditionnelle, la vérification et la validation de l'information se fait ici a posteriori, de manière collaborative et continue. Ainsi, contrairement à la règle en vigueur dans les revues scientifiques, il n'existe pas de comité de lecture et d'arbitres. L'absence de filtrage exercé par les éditeurs en fonction de leurs compétences, et plus généralement de comité de validation garantissant la qualité des articles, est considérée comme portant atteinte à la fiabilité des informations présentées dans Wikipédia, car ces informations ne sont pas soumises à une démarche de validation scientifique, mais à une régulation collective. Cette critique est résumée par la formule de l'écrivain Pierre Assouline : « Wikipédia est la seule encyclopédie au monde où n'importe qui peut écrire n'importe quoi ».
L'absence de filtrage a priori et le filtrage non garanti a posteriori induit également le risque de voir des sectes ou des extrémistes utiliser Wikipédia pour faire de la propagande, ou bien des génies autoproclamés diffuser des informations farfelues. Daniel Schneidermann s'inquiète à ce sujet : « Mais cette séduction ne dissipe pas les inquiétudes que suscite l'émergence possible d'un nouvel organe de référence parfaitement anonyme, et donc vulnérable à toutes les manipulations. Qui aura le temps et l'énergie nécessaires pour actualiser, jour après jour, Wikipédia ? Les plus impliqués, les plus militants, les mieux organisés. » Priedhorsky et coll. ont montré qu'un millième des éditeurs (0,1 %) étaient responsables de la moitié de la valeur de Wikipédia, mesurée en termes de mots lus par les visiteurs.
Le magazine scientifique Nature a publié le 15 décembre 2005 un article montrant les résultats d'une étude portant sur 50 articles du domaine scientifique issus de Wikipedia (version anglaise), et les 50 mêmes de l'Encyclopædia Britannica ayant approximativement la même longueur. Tous ces articles ont été soumis à des experts dans leurs domaines pour y révéler des erreurs, approximations ou tout autre défaut. Sur les 50, seuls 42 ont été vraiment traités :
- les articles de l'Encyclopædia Britannica comportent 123 erreurs, soit un taux de 2,93 erreurs par article ;
- ceux de Wikipédia comportaient 162 erreurs, soit un taux de 3,86 erreurs par article. Par rapport à l'encyclopédie de référence dans le monde anglophone, il y a donc près de 32 pour cent d'erreurs en plus sur Wikipédia en 2005. L'étude n'a touché qu'à des articles scientifiques, donc moins sujets à controverse que certains touchant l'histoire, la politique ou la religion. De plus, 42 articles ne peuvent être représentatifs des plus de 850 000 articles que comptait à l'époque la version anglaise de Wikipédia. L'Encyclopædia Britannica a publié en mars 2006 une réfutation de l'étude[9], elle a réfuté 64 des 123 erreurs et/ou omissions. Le magazine scientifique répond à cette défense en affirmant que cette comparaison était juste et pourquoi il refuse de retirer l'article[10].

Le site Le Café pédagogique, consacré à l'actualité pédagogique sur Internet, déconseille en 2005 aux enseignants l'utilisation de Wikipédia après la lecture de l'article consacré à Philippe Pétain (dans sa version de l'époque). Les termes employés sont les suivants : « Les outils de type Wiki peuvent permettre le travail collaboratif et supporter des démarches pédagogiques de qualité. Il n'en est pas de même pour la Wikipédia en français qui sert trop souvent des intérêts éthiquement inconciliables avec l'École de la République », et : « Le problème, c'est que Wikipédia n'est malheureusement plus un outil recommandable pour les enseignants. Le projet, fort sympathique au départ, sert des intérêts qui suscitent des interrogations. […] Tant que la clarté ne sera pas faite sur le fonctionnement de Wikipédia et le ménage dans ses articles, nous déconseillons aux enseignants de l'utiliser avec les élèves ».
En 2011, le chimiste prix Nobel Harold Kroto affirme que Wikipédia est plus fiable en chimie que les manuels scolaires dans cette matière. De manière générale, la fiabilité de Wikipédia est souvent bien moins critiquée sur les articles de sciences dures, alors que les articles sur les sujets de société sont davantage critiqués. En 2012, une étude comparative de l'université d'Oxford et de la société Epic portant sur la fiabilité de Wikipédia face à d'autres encyclopédies concurrentes montre que les versions en anglais et en espagnol sont plus fiables que leurs concurrentes, alors que c'est l'inverse pour la version en arabe.
L'Agence France-Presse interdit à ses journalistes « d'utiliser Wikipédia comme source de documentation, encore moins d'en reproduire des passages ». Elle précise dans son guide de l'usage des réseaux sociaux que « le mode de rédaction participative de cette encyclopédie en ligne ne répond pas à nos critères de fiabilité ».
Entre 2012 et 2015, Wikipédia commence à intégrer des données issues de Wikidata notamment dans les infobox, cette intégration ne se fait pas sans critique, que cela soit sur l'absence d'accessibilité pour modifier les données sur Wikidata mais surtout de la non cohérence entre des données de Wikidata intégrées sur les articles Wikipédia avec le reste des informations de ces articles, notamment les dates de naissances et de mort des personnalités.

### Anonymat des personnes contributrices

N'hésitez pas à améliorer ces pages : le slogan non officiel de Wikipédia.

L'anonymat de la majorité des personnes contributrices est une des principales critiques adressées au principe de fonctionnement de Wikipédia. Ainsi en 2004, Guillaume Lecointre alors professeur au Muséum national d'histoire naturelle à Paris, présente Wikipédia comme un projet ultralibéral, et critique l'anonymat des personnes contributrices, le manque de rigueur des contributions et la mise en œuvre du principe de neutralité de point de vue. L'anonymat des articles sur Wikipédia n'est cependant pas spécifique à Wikipédia bien d'autres médias ne signe pas systématiquement leurs articles dont des encyclopédies comme Universalis ou Larousse.
À la suite de la découverte sur Wikipédia de l'article le concernant, le journaliste Daniel Schneidermann exprime en 2006 ainsi sa réaction : « D'abord, ça fait drôle. Ensuite, ça glace un peu. Ça glace, parce que ce texte est anonyme. Je ne sais pas qui a écrit ça. Je ne sais pas qui a choisi, dans les mille actes publics qui composent ma carrière, cette poignée de faits et de mots, plutôt qu'une autre » et : « Mais chacune de vos phrases, monsieur (ou madame) le (la) biographe anonyme, en apparence purement informative, est pourtant un éditorial masqué. Chacun de vos choix (longueur, brièveté, ou absence de tel ou tel épisode) est… un choix, justement. Raconter, c'est choisir un récit, parmi mille possibles. »

### Neutralité

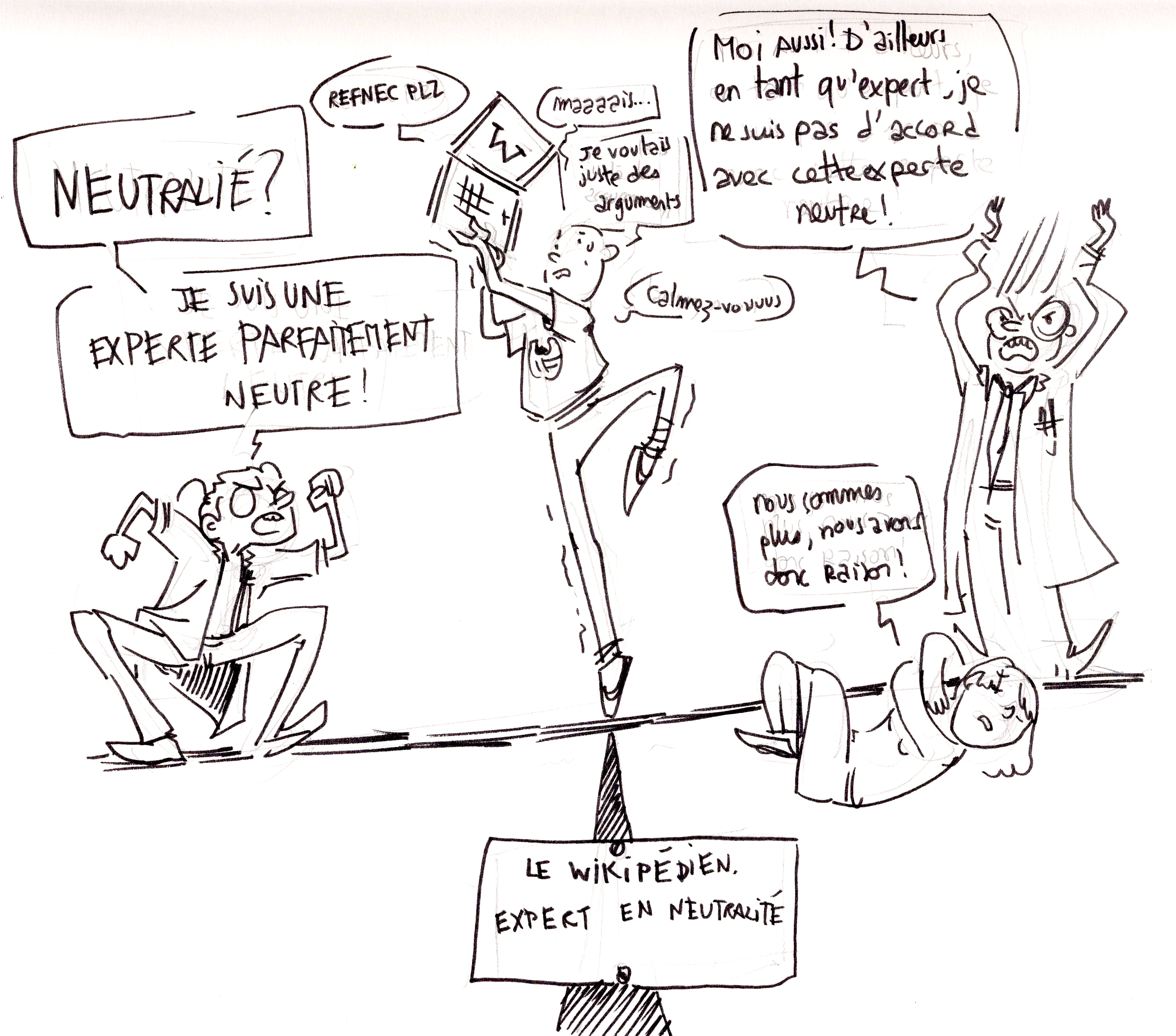
Illustration humoristique sur le thème "Wikipédia et la science", posant le dilemme de la neutralité et sur ce que peut faire un wikipédien face à deux experts qui défendent chacun une thèse contraire.

Marc Foglia considère que le contrôle exercé par des groupes de pression ou d'intérêt sur certains articles, notamment politiques, économiques, religieux, ou portant sur des sujets polémiques est le principal danger pour Wikipédia : « le principal danger auquel se trouve confrontée Wikipédia en tant que nouveau média de la connaissance démocratique est celui du verrouillage de certains articles par de petits groupes actifs et intolérants ». Certains groupes pharmaceutiques exploitent Wikipédia pour vanter les effets de leurs médicaments et dénigrer la concurrence. Les cibles sont principalement les articles sur la version anglaise de Wikipédia, puisque c'est là qu'est le plus gros enjeu.
Pour les sujets polémiques, le principe de neutralité conduit à rechercher le consensus des éditeurs après un débat raisonné. Cette démarche risque de viser à atteindre le consensus social plutôt que la vérité, et de favoriser le relativisme, quitte à tolérer des discours infondés sur des sujets relevant de la science, ou du prosélytisme pour des sectes par exemple. C'est notamment la position du sociologue Gérald Bronner pour qui Wikipédia « met en pratique une définition qu'on pourrait dire polyphonique de la vérité » et qui considère que cette façon de faire conduit « à une forme de relativisme ». Levrel observe, dans la revue Réseaux, que les articles portant à controverses mènent soit à « une situation d'impasse où les termes des échanges se détériorent, soit sur des contenus réduits à des faits auparavant rendus publics par un travail de médiation journalistique ». La déperdition d'information est attestée  par le fait que les pages dirigeant vers l'article-phare permettent « de rendre compte d'une disparité dans les constructions d'articles cousins ».
Sébastien Blondeel remarque dans son livre consacré à l'encyclopédie : « Wikipédia présente tous les points de vue pertinents sur un sujet, sans en favoriser aucun, sans opter pour un compromis, sans verser dans le relativisme ni se soumettre à la dictature de la majorité ». Un autre commentateur écrit au contraire que les personnes contributrices se contrôlant mutuellement, Wikipédia favorise les points de vue dominants ou promus par des minorités actives, ce qui a pour effet l'absence de points de vue critiques dans des articles sur la religion.
Le fait de perdre le contrôle sur son image, et que des contributeurs anonymes via Wikipédia attaquent certaines personnalités, est ainsi une critique récurrente. Parfois ces personnalités tentent de modifier leur article, par exemple, Jean Quatremer qui souhaitait garder privé son nom civil, souvent avec difficultés,. Dans d'autres cas, des agences e-réputations soit pour embellir des articles soit pour attaquer des concurrents.

#### Biais

##### Biais géographique

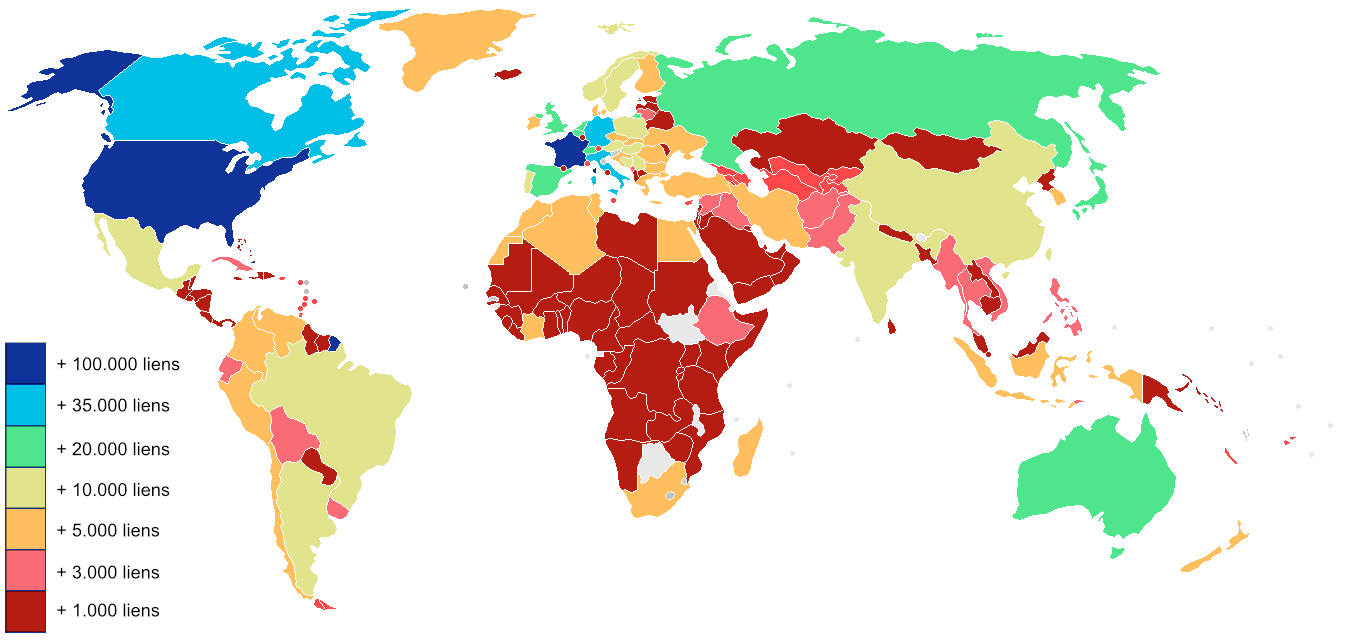
Carte des pays dont les pages sont les plus liées sur la Wikipédia francophone en 2011.

La majorité des articles sur Wikipédia sont écrits par des gens d'un groupe ethnique, régional ou national donné. Les auteurs écrivant en majorité sur des sujets qui les intéressent, il est donc courant de trouver des articles touchant ce groupe, et rare de trouver des articles touchant d'autres groupes moins bien représentés sur Wikipédia ou même Internet. Par exemple la communauté de Français représente 70% de la population wikipédienne francophone. À titre indicatif, la deuxième communauté la plus importante est québécoise, représentant 7 % des wikipédiens francophones.
Il y a plus d'articles liés à la France qu'à n'importe quel autre pays. Par exemple le rapport France:États-Unis d'Amérique est 1:1 en 2011 (6:1 en 2005 alors que le second est de superficie et de population supérieures), ou France:République démocratique du Congo 40:1 en 2011 (50:1 en 2005 alors que le second est de superficie quatre fois supérieure et de population similaire). Paris est plus populaire que d'autres métropoles, voire d'autres pays. Le rapport Paris:République centrafricaine est 7:1 en 2011 (36:1 en 2005), celui France:République centrafricaine 135:1 en 2011 (192:1 en 2005). Certains sujets de divertissement comme Manga ou Rock ont respectivement des rapports avec l'article République centrafricaine de 2:1 et 5:1 en 2011 (respectivement 10:1 et 6:1 en 2005).
| Continent        | Articles liés (2005) | ratio (2005) | Articles liés (2011) | ratio (2011) |
| ---------------- | -------------------- | ------------ | -------------------- | ------------ |
| Europe           | 3 893                | 1:1          | 18 154               | 1:1          |
| Afrique          | 1 795                | 2:1          | 7 649                | 2:1          |
| Asie             | 1 227                | 3:1          | 5 391                | 3:1          |
| Amérique du Nord | 898                  | 4:1          | 7 186                | 3:1          |
| Amérique du Sud  | 691                  | 6:1          | 4 466                | 4:1          |
| Océanie          | 237                  | 16:1         | 1 562                | 12:1         |

| Pays           | Articles liés (2005) | ratio (2005) | Articles liés (2011) | ratio (2011) |
| -------------- | -------------------- | ------------ | -------------------- | ------------ |
| France         | 50 115               | 1:1          | 177 549              | 1:1          |
| États-Unis     | 8 384                | 6:1          | 108 467              | 2:1          |
| Canada         | 4 561                | 11:1         | 36 644               | 5:1          |
| Japon          | 4 361                | 11:1         | 26 962               | 7:1          |
| Belgique       | 4 320                | 12:1         | 30 982               | 6:1          |
| Chine          | 3 579                | 14:1         | 13 847               | 13:1         |
| Brésil         | 1 997                | 25:1         | 18 804               | 9:1          |
| Mexique        | 1 666                | 30:1         | 12 331               | 14:1         |
| Congo-Kinshasa | 1 009                | 50:1         | 4 384                | 40:1         |
| Colombie       | 667                  | 75:1         | 7 327                | 24:1         |
| Monaco         | 587                  | 85:1         | 2 553                | 70:1         |
| Centrafrique   | 261                  | 192:1        | 1 307                | 136:1        |

| Ville, région | Articles liés (2005) | ratio (2005) | Articles liés (2011) | ratio (2011) |
| ------------- | -------------------- | ------------ | -------------------- | ------------ |
| Paris         | 9 454                | 1:1          | 64 535               | 1:1          |
| Québec        | 3 277                | 3:1          | 21 223               | 3:1          |
| New York      | 2 682                | 4:1          | 21 816               | 3:1          |
| Londres       | 2 577                | 4:1          | 21 827               | 3:1          |
| Californie    | 1 653                | 6:1          | 15 067               | 4:1          |
| Montréal      | 1 252                | 8:1          | 10 321               | 6:1          |
| Kinshasa      | 396                  | 24:1         | 1 002                | 64:1         |
| Tokyo         | 174                  | 54:1         | 6 456                | 10:1         |
| São Paulo     | 124                  | 76:1         | 1 840                | 35:1         |

##### Biais de genre
Le traitement inégalitaire des hommes et des femmes tant en nombre d'articles qu'en qualité et neutralité du contenu, avec une présentation des femmes plus péjorative, fait l'objet d'analyses convergentes,,,. Toutefois, les études ne concluent pas sur le fait de savoir si ce biais provient des contributeurs eux-mêmes, ou des sources qui leur sont disponibles. En 2017, la journée internationale des droits des femmes du 8 mars a vu de nombreuses initiatives pour améliorer le nombre d'articles consacrés à des personnalités féminines,,. En octobre 2018, lors de l'attribution du Nobel de physique à Donna Strickland, son absence de Wikipédia fait réagir et suscite certaines critiques sur la représentativité des femmes dans l'encyclopédie, tout en pointant du doigt la responsabilité des médias et universitaires qui n'avaient pas préalablement donné de couverture « significative et durable » à cette chercheuse.

#### Biais politique
La neutralité éditoriale et l'orientation politique supposée de Wikipédia est l'objet de critiques, concernant sa neutralité éditoriale et son orientation politique supposée.. Certains observateurs, chercheurs, journalistes ou personnalités publiques principalement de droite ou conservateurs ont accusé Wikipédia de présenter un biais idéologique, notamment en faveur de points de vue progressistes ou de gauche voir jusqu'à l'extrême gauche. Ces critiques portent sur plusieurs aspects, tels que le choix des sources, le traitement de sujets controversés, ainsi que les décisions de modération prises par la communauté de contributeurs ou d'administrateurs.
Larry Sanger, pouvant être considéré comme cofondateur de Wikipédia aux côtés de Jimmy Wales mais ayant quitté le projet dès 2002, a exprimé à plusieurs reprises des critiques à l'encontre de l'encyclopédie, notamment concernant sa prétendue partialité idéologique. Dans de nombreux textes dès 2004, il critique sur de nombreux points Wikipédia mais surtout qu'elle ne respecterait plus son principe fondateur de neutralité, et qu'elle pencherait clairement en faveur de positions progressistes ou de gauche, en particulier sur les sujets politiques, sociaux et culturels. En 2020, il déclare que Wikipédia est devenue, selon lui, « une plateforme de propagande » contrôlée par un petit nombre de contributeurs idéologisés. Il critique également le système de gouvernance interne du projet, qu'il juge peu transparent et dominé par des biais communautaires. Il déplore notamment que les médias conservateurs et sensationnalistes Fox News et Daily Mail (dont la véracité des informations est souvent remise en question) soient écartés des sources à utiliser sur la Wikipédia en langue anglaise car considérés par la communauté comme pas assez fiable, ce que Sanger attribue à un manque de neutralité de l'encyclopédie,. Selon le journaliste Vincent Bresson, la critique de Larry Sanger envers Wikipédia est reprise par les détracteurs de l'encyclopédie, notamment par le Parti républicain et l'alt-right aux États-Unis, et également par l'extrême droite en France.
The Critic, un magazine britannique de droite, affirme qu'une étude de 2018 comparant les positionnements politiques de l'Encyclopædia Britannica et de la Wikipédia en anglais sur la politique américaine affirme que la Wikipédia en anglais est plus engagée politiquement pour le parti démocrate. Une étude en 2024 du Manhattan Institute for Policy Research, un think tank conservateur, analyse le vocabulaire utilisé sur la Wikipédia en anglais est arrive à la conclusion que la droite est marginalement plus souvent associée à un champ lexical négative et la gauche marginalement plus souvent associée à un champ lexical positif.
En 2024 et 2025, Elon Musk, qui soutient la campagne de Donald Trump lors de sa deuxième élection présidentielle puis fait partie de son administration, appel à arrêter les dons à Wikipédia et critique le site pour être de gauche, notamment après qu'il ait fait un geste qui s'apparente à un salut nazi durant la cérémonie d'investiture de Donald Trump,. En janvier 2025, pour Paul Sugy journaliste au Figaro, Wikipédia en français serait orientée politiquement à gauche, induisant un traitement différentiel et biaisé de personnalités politiques notamment de droite.
En janvier 2025, lors d'une enquête incluant un questionnaire en ligne et une série d'entretien, 71 % des répondants affirment avoir participé à une association et 45 % être ou avoir été militants d'un parti politique. Le questionnaire met en avant la surreprésentation importante des catégories ayant fait des études de bac +5 et bac +8, respectivement de 42 % et 18 % des personnes interrogées.
En février 2025, à la suite d'un conflit ouvert entre la communauté et la magazine Le Point, ce dernier met en avant au travers de plusieurs de ses propres articles, dont notamment une tribune regroupant une centaine de personnalités, des problèmes de neutralité notamment sur l'article « Le Point ».

### Vandalisme
Le vandalisme est pratiqué par un très grand nombre de personnes contributrices qui exploitent la nature ouverte de Wikipédia pour en dégrader le contenu, le plus souvent de façon anonyme. Les actes de vandalisme semblent perçus comme un jeu par une partie de leurs auteurs. Plus rarement des modifications intempestives sont utilisées pour tester la réactivité des personnes contributrices. Par exemple, le 17 octobre 2005, lors de l'émission en direct le Grand Journal sur Canal+, la journaliste Ariane Massenet insérait des erreurs dans l'article consacré à Elvis Presley. Ou comme en juillet 2007 où des étudiants de Science-Po Paris mettent Wikipédia à l'épreuve. Pierre Barthélémy journaliste scientifique français travaillant pour Le Monde, à l'heure où, en France, Le Monde se proclame désormais « en guerre » contre les sites de désinformation, insère des erreurs dans l'article Léophanès créé par lui pour tester la véracité et la fiabilité des entrées sur Wikipedia et la manière dont les erreurs sont corrigées ainsi que pour prouver que certains vandalismes complexes peuvent subsister et que le problème des sources bibliographiques est que certains livres-sources sont rares et difficiles à vérifier rapidement,,.
Pour le chercheur Boris Beaude cependant « les exemples à charge de Wikipédia » sont très peu variés, ce qui tendrait à démontrer que le vandalisme est très bien géré par la communauté des personnes contributrices. Par exemple, certaines formes de vandalisme peuvent être détectées de manière quasi automatique.
Mais le qualificatif de vandalisme porté contre certaines contributions peut parfois n'avoir rien à voir avec une véritable volonté de dégrader le contenu de Wikipédia. Ainsi, le chercheur Antonio Casilli nous décrit un cas où, par suite d'une controverse où chacune des deux parties avait des arguments valables, l'une des deux finit par imposer son point de vue, tandis que l'autre était qualifiée de vandale. Les deux parties ne pouvant pas être satisfaites en même temps, c'est celle qui avait le plus de soutiens, le plus de capital social, et qui avait aussi le mieux intégré les règles de Wikipédia, qui finit par l'emporter. Ce point de vue est étayé par le fait que beaucoup d'articles donnant lieu à des révocations (retours à des versions précédentes, généralement considérés comme un signe de vandalisme), sont des articles sérieux traitant par exemple d'histoire (les incas, la renaissance italienne...). On peut donc penser que, plutôt que de vandalisme, ces révocations étaient davantage dues à une controverse entre les personnes contributrices.

### Transphobie
En France, la communauté transgenre a dénoncé la transphobie de la Wikipédia francophone, où seuls les actes les plus gravement transphobes font l'objet de sanctions, et les réponses quelquefois insuffisantes au harcèlement contre des femmes et des personnes LGBT ont été dénoncées dans les communautés anglophone, francophone et italienne,.
Le refus d'utiliser des sources primaires peut notamment mener à utiliser le prénom de naissance ou morinom ou le genre de naissance d'une personne, ce qui, selon certains féministes ou chercheurs en études de genre, relève de la transphobie,. La version de Wikipédia en anglais dispose de conventions de style à propos de l'identité de genre qui préconisent que l'article doit utiliser l'identité de genre exprimée par le sujet de l'article (dans la source la plus récente).
La Wikimedia Foundation a fait part de son inquiétude quant au départ de personnes contribuant à Wikipédia en raison du harcèlement lié à leur identité de genre. Par conséquent, Wikipédia adopte en 2020 un code de conduite pour lutter contre le harcèlement à la suite des problèmes comportementaux de certains de ses éditeurs qui au fil de discussions tournent au pugilat voire au harcèlement par un membre de la communauté à l'encontre d'autres, notamment à l'encontre des femmes, des personnes de la communauté LGBTQ+, etc..

## Controverses liées à Wikipédia

### Wikipédia en croate
Entre 2011 et 2021, l'édition en croate de Wikipédia a été sous l'emprise de révisionnistes d'extrême droite cherchant à minorer ou nier les crimes des Oustachis pendant la Seconde Guerre mondiale. D'autres sujets politiques, historiques et sociaux, y ont reçu un traitement biaisé, marqué par des idées conservatrices, en particulier l'interruption volontaire de grossesse, et la doctrine de l'Église catholique sur l'avortement, l'homosexualité,, l'antifascisme (diabolisé et assimilé à une forme de totalitarisme),,,.
En juin 2021, Wikimedia publie son rapport d'évaluation de la désinformation dans la version croate de Wikipédia, où il apparaît qu'un groupe de contributeurs avait eu recours à des manœuvres d'intimidation et à des actions concertées pour acquérir du pouvoir au sein de la communauté wikipédienne. Une fois aux commandes, ce groupe a réduit au silence les opposants. Les personnes contribuant à la version en croate de Wikipédia qui ont essayé de supprimer les passages biaisés ont été harcelées et bloquées indéfiniment en écriture sous divers prétextes.
Des signalements ont été adressés à la Fondation Wikimedia qui, en dépit des critiques, s'est abstenue d'intervenir, pour ne pas porter atteinte à l'autonomie de Wikipédia en croate. Le groupe dominant a finalement été «renversé» par les personnes en désaccord avec de telles méthodes. Le rapport publié en 2021 admet que « le manque d'intervention de la Fondation a directement poussé les utilisateurs modérés hors de la plateforme ». Le groupe de rédacteurs considéré comme responsable de l'ensemble de l'affaire s'est vu privé de l'accès aux outils d'administrateurs en mars 2021.

### John Seigenthaler

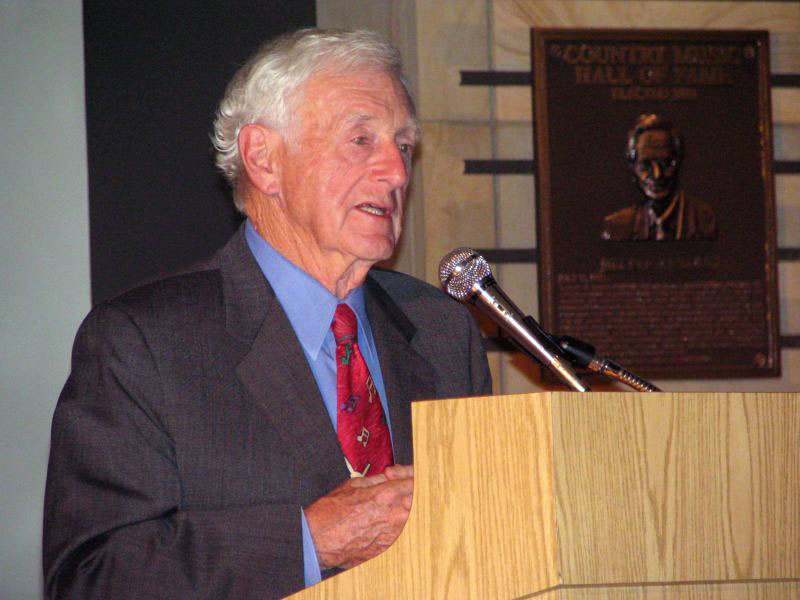
John Seigenthaler.

John Seigenthaler est un journaliste, écrivain et figure de la vie politique américaine. Il fut l'adjoint administratif de Robert Francis Kennedy. Par l'intermédiaire de l'un de ses amis, il aurait découvert, en septembre 2005, que la version anglophone de Wikipédia le présenterait comme « étant soupçonné » d'être directement impliqué dans les assassinats du président John Fitzgerald Kennedy et de son frère Robert : « John Seigenthaler Sr. was the assistant to Attorney General Robert Kennedy in the early 1960's. For a brief time, he was thought to have been directly involved in the Kennedy assassinations of both John, and his brother, Bobby. Nothing was ever proven » qui pourrait-être traduit par : « John Seigenthaler Senior était l'assistant du procureur général des États-Unis Robert Kennedy au début des années 1960. Pendant un court moment, il a été soupçonné d'être directement impliqué, aussi bien dans l'assassinat de John Kennedy que dans celui de son frère Bobby. Rien n'a jamais été prouvé ». Il aurait également été écrit que Seigenthaler serait parti en Union soviétique en 1971, et qu'il serait ensuite revenu aux États-Unis, en 1984.
Ce texte diffamatoire est resté en ligne du 26 mai au 5 octobre 2005, avant d'être supprimé, comme son historique en témoigne. Cette durée particulièrement longue (132 jours) aurait induit un risque élevé de diffusion d'une information erronée. Elle fut ainsi reproduite par les sites Reference.com et Answers.com. Brian Chase, le vandale responsable de cette désinformation, se serait dénoncé. Il aurait expliqué avoir simplement voulu mystifier un de ses collègues, sans avoir conscience des conséquences de son acte. Après avoir écrit une lettre d'excuse, et s'être entretenu avec Seigenthaler au téléphone, ce dernier aurait décidé de ne pas poursuivre.
Seigenthaler a publié un article intitulé A false Wikipedia 'biography' dans le journal USA Today pour décrire cette mésaventure. Il y écrit notamment : « I am interested in letting many people know that Wikipedia is a flawed and irresponsible research tool » (que l'on peut traduire par « Je souhaite faire savoir à beaucoup de gens que Wikipédia est un outil de recherche défectueux et irresponsable »). Cette affaire aurait provoqué une vive controverse dans les différents médias, qui se seraient montrés très critiques sur le manque de fiabilité des informations contenues dans Wikipédia, et sur la facilité d'insérer des données erronées ou malveillantes.

### Affaire Essjay
L'affaire Essjay désigne une série d'évènements relatifs à un administrateur renommé de Wikipédia en anglais, lequel était aussi bureaucrate, arbitre (en) et médiateur, tout en étant un employé de Wikia.
En février 2007, Essjay a été accusé d'avoir fait de fausses déclarations relativement à ses titres académiques et à ses compétences professionnelles, tant sur sa page utilisateur qu'à une journaliste, Stacy Schiff, lors d'une entrevue pour le compte du New Yorker,,. Il a également utilisé ses prétendus titres lors de conflits portant sur le contenu de la Wikipédia en anglais. La controverse a mis en lumière son imposture, l'incidence de sa tromperie sur la perception de la Wikipédia en anglais (notamment sur les politiques et la crédibilité) et la qualité des décisions prises lors de sa promotion, de son appui et de son emploi.